# Ullensaker/Kisa Idrettslag 2020
Questa voce raccoglie le informazioni riguardanti l'Ullensaker/Kisa Idrettslag nelle competizioni ufficiali della stagione 2020.

## Stagione
A causa della pandemia di COVID-19, il 12 marzo 2020 è stato reso noto che la Norges Fotballforbund aveva inizialmente rinviato l'inizio dell'attività calcistica al 15 aprile. A seguito della decisione del ministero della cultura di vietare la ripresa delle attività fino al 15 giugno, i calendari del campionato sono stati ancora rimodulati. Il 19 maggio, il ministro della cultura Abid Raja ha confermato che la 1. divisjon sarebbe ricominciata la prima settimana di luglio. Il 12 giugno, Raja ha reso noto che sarebbe stata permessa una capienza massima di 200 spettatori. Dal 30 settembre, la capienza è stata aumentata a 600 spettatori, negli impianti dove potesse essere garantita la distanza interpersonale.
Il 10 settembre 2020, la Norges Fotballforbund – dopo diversi rinvii – ha dovuto annullare l'edizione stagionale del Norgesmesterskapet, a causa dell'impossibilità di disputare tutte le partite previste a causa della condensazione del calendario del campionato. Anche il calciomercato è stato organizzato quindi diversamente, con una sessione estiva e una autunnale.
L'Ullensaker/Kisa ha chiuso la stagione al 12º posto. Stefan Hagerup è stato il calciatore più utilizzato in stagione, a quota 30 presenze. Henrik Kristiansen è stato invece il miglior marcatore con le sue 6 reti.

## Maglie e sponsor
Lo sponsor tecnico per la stagione 2020 è stato Adidas, mentre lo sponsor ufficiale è stato Jessheim Storsenter. La divisa casalinga era composta da una maglietta gialla con rifiniture verdi, pantaloncini verdi con dettagli gialli e calzettoni gialli con tre strisce verdi orizzontali. Quella da trasferta era invece composta da maglia verde con strisce verticali neri, pantaloncini neri con rifiniture verdi e calzettoni neri con tre strisce orizzontali verdi.
| Casa | Trasferta |

## Rosa
| N. |                     | Ruolo | Calciatore            |
| -- | ------------------- | ----- | --------------------- |
| 2  | Norvegia (bandiera) | C     | Sebastian Stokke      |
| 3  | Norvegia (bandiera) | D     | Vegard Kongsro        |
| 4  | Norvegia (bandiera) | D     | Steffen Jenssen       |
| 5  | Norvegia (bandiera) | D     | Nikolas Walstad       |
| 6  | Norvegia (bandiera) | C     | Erik Frøysa           |
| 6  | Norvegia (bandiera) | D     | Espen Garnås          |
| 7  | Norvegia (bandiera) | C     | Erik Rosland          |
| 8  | Norvegia (bandiera) | C     | Sverre Økland         |
| 9  | Norvegia (bandiera) | D     | Ole Kristian Langås   |
| 11 | Norvegia (bandiera) | C     | Christian Aas         |
| 12 | Norvegia (bandiera) | P     | Christoffer Gjertsen  |
| 14 | Norvegia (bandiera) | A     | Ole Andreas Nesset    |
| 15 | Norvegia (bandiera) | A     | Sander Haugaard Werni |
| 16 | Norvegia (bandiera) | C     | Henrik Kristiansen    |
| 17 | Norvegia (bandiera) | C     | Martin Søreide        |

| N. |                     | Ruolo | Calciatore                |
| -- | ------------------- | ----- | ------------------------- |
| 18 | Norvegia (bandiera) | C     | Ole Breistøl              |
| 19 | Norvegia (bandiera) | C     | Edin Øy                   |
| 20 | Norvegia (bandiera) | D     | Morten Sundli             |
| 21 | Norvegia (bandiera) | A     | Sebastian Remme Berge     |
| 22 | Norvegia (bandiera) | C     | Sander Jonassen Forø      |
| 23 | Norvegia (bandiera) | C     | Sindre Engja Rindal       |
| 24 | Norvegia (bandiera) | A     | Elias Solberg             |
| 25 | Norvegia (bandiera) | C     | Martin Torp               |
| 26 | Norvegia (bandiera) | D     | Fredrik Holmé             |
| 26 | Norvegia (bandiera) | A     | Mesüt Can                 |
| 28 | Norvegia (bandiera) | D     | Stian Ringstad            |
| 29 | Norvegia (bandiera) | C     | Herman Haugen             |
| 31 | Norvegia (bandiera) | P     | Stefan Hagerup            |
| 32 | Norvegia (bandiera) | A     | Kristoffer Ødemarksbakken |

## Calciomercato

### Sessione invernale(dal 09/01 al 01/04)
| Arrivi           | Arrivi                | Arrivi        | Arrivi        |
| R.               | Nome                  | da            | Modalità      |
| ---------------- | --------------------- | ------------- | ------------- |
| D                | Steffen Jenssen       |               | svincolato    |
| C                | Ole Breistøl          |               | svincolato    |
| C                | Edin Øy               |               | svincolato    |
| C                | Erik Rosland          |               | svincolato    |
| A                | Sander Haugaard Werni | Vålerenga     | prestito      |
| Altre operazioni |                       |               |               |
| R.               | Nome                  | da            | Modalità      |
| A                | Herman Henriksen      | Eidsvold Turn | fine prestito |

| Partenze | Partenze                  | Partenze      | Partenze      |
| R.       | Nome                      | a             | Modalità      |
| -------- | ------------------------- | ------------- | ------------- |
| D        | Ciise Abshir              |               | svincolato    |
| D        | Lars Ranger               | Lillestrøm    | fine prestito |
| C        | Vamouti Diomande          | Mjøndalen     | fine prestito |
| C        | Eric Kitolano             |               | svincolato    |
| C        | Sakarias Opsahl           | Vålerenga     | fine prestito |
| A        | Herman Henriksen          | Eidsvold Turn | definitivo    |
| A        | Kristoffer Normann Hansen | Sandefjord    | definitivo    |
| A        | Alfred Scriven            | Mjøndalen     | fine prestito |

### Sessione estiva(dal 10/06 al 30/06)
| Arrivi | Arrivi         | Arrivi | Arrivi     |
| R.     | Nome           | da     | Modalità   |
| ------ | -------------- | ------ | ---------- |
| D      | Stian Ringstad |        | svincolato |
| C      | Herman Haugen  | Viking | prestito   |
| A      | Mesüt Can      | Skeid  | definitivo |

| Partenze | Partenze | Partenze | Partenze |
| R.       | Nome     | a        | Modalità |
| -------- | -------- | -------- | -------- |

### Tra la sessione estiva e la sessione autunnale
| Arrivi | Arrivi | Arrivi | Arrivi   |
| R.     | Nome   | da     | Modalità |
| ------ | ------ | ------ | -------- |

| Partenze | Partenze       | Partenze    | Partenze |
| R.       | Nome           | a           | Modalità |
| -------- | -------------- | ----------- | -------- |
| C        | Martin Søreide | Kvik Halden | prestito |

### Sessione autunnale(dall'08/09 al 05/10)
| Arrivi | Arrivi                    | Arrivi     | Arrivi   |
| R.     | Nome                      | da         | Modalità |
| ------ | ------------------------- | ---------- | -------- |
| D      | Fredrik Holmé             | Vålerenga  | prestito |
| C      | Erik Frøysa               | Bærum      | prestito |
| A      | Kristoffer Ødemarksbakken | Lillestrøm | prestito |

| Partenze | Partenze     | Partenze   | Partenze   |
| R.       | Nome         | a          | Modalità   |
| -------- | ------------ | ---------- | ---------- |
| D        | Espen Garnås | Lillestrøm | definitivo |
| C        | Erik Rosland | Kjelsås    | definitivo |
| A        | Mesüt Can    | Amed       | definitivo |

### Dopo la sessione autunnale
| Arrivi | Arrivi         | Arrivi      | Arrivi        |
| R.     | Nome           | da          | Modalità      |
| ------ | -------------- | ----------- | ------------- |
| C      | Martin Søreide | Kvik Halden | fine prestito |

| Partenze | Partenze | Partenze | Partenze |
| R.       | Nome     | a        | Modalità |
| -------- | -------- | -------- | -------- |

## Risultati

### 1. divisjon

#### Girone di andata
| Arbitro: | Medic |

|                                         |           |  |
| Garnås 6’ Can 16’ Torp 45’ Ringstad 72’ | Marcatori |  |

| Arbitro: | Koløy |

|                                                           |           |            |
| K. Hoven 6’, 70’ Kupen 50’ Eid 79’ Ndour 81’ Helgesen 90’ | Marcatori | 30’ Sundli |

| Arbitro: | S. Røvig Sletner |

|                             |           |                 |
| Kristiansen 26’ Hagerup 79’ | Marcatori | 13’, 42’ Campos |

| Arbitro: | Higraff |

|            |           |              |
| Garnås 90’ | Marcatori | 17’ J. Moula |

| Arbitro: | Sinnes |

|                                |           |            |
| Retsius Grødem 68’ Sødlund 86’ | Marcatori | 16’ Garnås |

| Arbitro: | Bodding |

|                         |           |                                    |
| Ringstad 13’ Garnås 90’ | Marcatori | 33’ Skogvang Pedersen 48’ Svendsen |

| Arbitro: | Hauge |

|                                             |           |            |
| Aga 52’ (rig.) Cornic 77’ Lankoh-Dahlby 90’ | Marcatori | 31’ Langås |

| Arbitro: | Moen |

|  |           |                            |
|  | Marcatori | 15’, 42’ Udahl 80’ Kalsaas |

| Arbitro: | Koløy |

|                                |           |                       |
| Gustavsson 25’ Lehne Olsen 54’ | Marcatori | 50’ Walstad 64’ Werni |

| Arbitro: | Berg |

|                         |           |             |
| Jenssen 73’ Solberg 89’ | Marcatori | 80’ Nygaard |

| Arbitro: | Lien |

|                    |           |            |
| Breivik 59’ (rig.) | Marcatori | 19’ Garnås |

| Arbitro: | Higraff |

|  |           |                            |
|  | Marcatori | 67’ Rønningen 86’ Marklund |

| Arbitro: | Tennøy |

|                           |           |                 |
| Antonsen 33’ Kitolano 35’ | Marcatori | 82’ Kristiansen |

| Arbitro: | Ekeli Valen |

|                                                                               |           |            |
| Nesset 34’ (rig.), 49’ (rig.) Kristiansen 41’ Ødemarksbakken 56’ Can 70’, 75’ | Marcatori | 4’ Heggebø |

| Arbitro: | Huru Kellerhals |

|                                    |           |                                     |
| Reginiussen 16’ Karlsen 89’ (rig.) | Marcatori | 20’ Torp 29’ Kristiansen 79’ Sundli |

#### Girone di ritorno
| Arbitro: | Bodding |

|            |           |                               |
| Nesset 27’ | Marcatori | 37’ Belli Moldskred 50’ Nessø |

| Arbitro: | Koløy |

|                      |           |             |
| Fandi 48’ Larsen 90’ | Marcatori | 89’ Solberg |

| Arbitro: | Medic |

|  |           |                                                                               |
|  | Marcatori | 19’, 79’, 89’ Ingebrigtsen 29’ Antonsen 31’, 34’ Espejord 55’ (rig.) Kitolano |

| Arbitro: | Sinnes |

|                                 |           |          |
| Ikedi 67’ Sørensen Nergaard 88’ | Marcatori | 90’ Torp |

| Arbitro: | H. Røvig Sletner |

|                 |           |  |
| Kristiansen 79’ | Marcatori |  |

| Arbitro: | Hauge |

|           |           |                               |
| Fiske 61’ | Marcatori | 19’ Ødemarksbakken 45’ Sundli |

| Arbitro: | Huru Kellerhals |

|                        |           |                |
| Kongsro 24’ Nesset 45’ | Marcatori | 61’ (rig.) Aga |

| Arbitro: | Moen |

|                                    |           |  |
| Njie 8’ Lindquist 28’ Tavakoli 44’ | Marcatori |  |

| Arbitro: | Hagen (Grue) |

|                                           |           |  |
| Ødemarksbakken 18’ Solberg 32’ Nesset 34’ | Marcatori |  |

| Arbitro: | H. Røvig Sletner |

|                                          |           |                   |
| Udahl 17’, 68’ Valsvik 56’ Lorentzen 63’ | Marcatori | 4’ Ødemarksbakken |

| Arbitro: | Lien |

|                                              |           |                 |
| Nouri 17’ M. Pedersen 61’ Lønstad Onsrud 76’ | Marcatori | 90’ Kristiansen |

| Arbitro: | Koløy |

|             |           |  |
| Jenssen 51’ | Marcatori |  |

| Arbitro: | Higraff |

|                            |           |                    |
| Nordås 29’ Bjørlo 44’, 61’ | Marcatori | 37’ Ødemarksbakken |

| Arbitro: | Moen |

|                    |           |  |
| Aas 56’ Sundli 68’ | Marcatori |  |

| Arbitro: | Medic |

|                                           |           |  |
| Laham 11’ Güven 42’ (rig.) Fjose Berg 90’ | Marcatori |  |

## Statistiche

### Statistiche di squadra
| Competizione | Punti | In casa | In casa | In casa | In casa | In casa | In casa | In trasferta | In trasferta | In trasferta | In trasferta | In trasferta | In trasferta | Totale | Totale | Totale | Totale | Totale | Totale | DR  |
| Competizione | Punti | G       | V       | N       | P       | Gf      | Gs      | G            | V            | N            | P            | Gf           | Gs           | G      | V      | N      | P      | Gf     | Gs     | DR  |
| ------------ | ----- | ------- | ------- | ------- | ------- | ------- | ------- | ------------ | ------------ | ------------ | ------------ | ------------ | ------------ | ------ | ------ | ------ | ------ | ------ | ------ | --- |
| 1. divisjon  | 35    | 15      | 8       | 3       | 4       | 27      | 24      | 15           | 2            | 2            | 11           | 18           | 39           | 30     | 10     | 5      | 15     | 45     | 63     | -18 |
| Totale       | -     | 15      | 8       | 3       | 4       | 27      | 24      | 15           | 2            | 2            | 11           | 18           | 39           | 30     | 10     | 5      | 15     | 45     | 63     | -18 |

### Andamento in campionato
| Giornata  | 1 | 2 | 3 | 4  | 5  | 6  | 7  | 8  | 9  | 10 | 11 | 12 | 13 | 14 | 15 | 16 | 17 | 18 | 19 | 20 | 21 | 22 | 23 | 24 | 25 | 26 | 27 | 28 | 29 | 30 |
| --------- | - | - | - | -- | -- | -- | -- | -- | -- | -- | -- | -- | -- | -- | -- | -- | -- | -- | -- | -- | -- | -- | -- | -- | -- | -- | -- | -- | -- | -- |
| Luogo     | C | T | C | C  | T  | C  | T  | C  | T  | C  | T  | C  | T  | C  | T  | C  | T  | C  | T  | C  | T  | C  | T  | C  | T  | T  | C  | T  | C  | T  |
| Risultato | V | P | N | N  | P  | N  | P  | P  | N  | V  | N  | P  | P  | V  | V  | P  | P  | P  | P  | V  | V  | V  | P  | V  | P  | P  | V  | P  | V  | P  |
| Posizione | 1 | 7 | 7 | 11 | 12 | 12 | 13 | 14 | 14 | 11 | 11 | 12 | 14 | 12 | 10 | 13 | 11 | 13 | 14 | 13 | 13 | 12 | 13 | 12 | 13 | 13 | 12 | 13 | 11 | 12 |

Fonte:  OBOS-ligaen 2020, su altomfotball.no, Altomfotball. URL consultato il 24 marzo 2023 (archiviato dall'url originale il 23 ottobre 2022).
Legenda:

Luogo: C = Casa; T = Trasferta. Risultato: V = Vittoria; N = Pareggio; P = Sconfitta.

### Statistiche dei giocatori
| Giocatore         | 1. divisjon | 1. divisjon | 1. divisjon | 1. divisjon | Coppa nazionale | Coppa nazionale | Coppa nazionale | Coppa nazionale | Coppe europee | Coppe europee | Coppe europee | Coppe europee | Altre coppe | Altre coppe | Altre coppe | Altre coppe | Totale   | Totale | Totale      | Totale     |
| Giocatore         | Presenze    | Reti        | Ammonizioni | Espulsioni  | Presenze        | Reti            | Ammonizioni     | Espulsioni      | Presenze      | Reti          | Ammonizioni   | Espulsioni    | Presenze    | Reti        | Ammonizioni | Espulsioni  | Presenze | Reti   | Ammonizioni | Espulsioni |
| ----------------- | ----------- | ----------- | ----------- | ----------- | --------------- | --------------- | --------------- | --------------- | ------------- | ------------- | ------------- | ------------- | ----------- | ----------- | ----------- | ----------- | -------- | ------ | ----------- | ---------- |
| C. Aas            | 28          | 1           | 4           | 0           |                 |                 |                 |                 |               |               |               |               |             |             |             |             | 28       | 1      | 4           | 0          |
| O. Breistøl       | 11          | 0           | 0           | 0           |                 |                 |                 |                 |               |               |               |               |             |             |             |             | 11       | 0      | 0           | 0          |
| M. Can            | 11          | 3           | 1           | 0           |                 |                 |                 |                 |               |               |               |               |             |             |             |             | 11       | 3      | 1           | 0          |
| S. Engja Rindal   | 5           | 0           | 3           | 0           |                 |                 |                 |                 |               |               |               |               |             |             |             |             | 5        | 0      | 3           | 0          |
| E. Frøysa         | 2           | 0           | 0           | 0           |                 |                 |                 |                 |               |               |               |               |             |             |             |             | 2        | 0      | 0           | 0          |
| E. Garnås         | 12          | 5           | 4           | 0           |                 |                 |                 |                 |               |               |               |               |             |             |             |             | 12       | 5      | 4           | 0          |
| C. Gjertsen       | 0           | 0           | 0           | 0           |                 |                 |                 |                 |               |               |               |               |             |             |             |             | 0        | 0      | 0           | 0          |
| S. Hagerup        | 30          | -63; 1      | 0           | 0           |                 |                 |                 |                 |               |               |               |               |             |             |             |             | 30       | -63    | 0           | 0          |
| S. Haugaard Werni | 27          | 2           | 1           | 0           |                 |                 |                 |                 |               |               |               |               |             |             |             |             | 27       | 2      | 1           | 0          |
| H. Haugen         | 22          | 0           | 5           | 0           |                 |                 |                 |                 |               |               |               |               |             |             |             |             | 22       | 0      | 5           | 0          |
| F. Holmé          | 7           | 0           | 1           | 0           |                 |                 |                 |                 |               |               |               |               |             |             |             |             | 7        | 0      | 1           | 0          |
| S. Jonassen Forø  | 4           | 0           | 0           | 0           |                 |                 |                 |                 |               |               |               |               |             |             |             |             | 4        | 0      | 0           | 0          |
| S. Jenssen        | 21          | 2           | 4           | 2           |                 |                 |                 |                 |               |               |               |               |             |             |             |             | 21       | 2      | 4           | 2          |
| V. Kongsro        | 28          | 1           | 2           | 0           |                 |                 |                 |                 |               |               |               |               |             |             |             |             | 28       | 1      | 2           | 0          |
| H. Kristiansen    | 29          | 6           | 3           | 0           |                 |                 |                 |                 |               |               |               |               |             |             |             |             | 29       | 6      | 3           | 0          |
| O. Langås         | 21          | 1           | 0           | 0           |                 |                 |                 |                 |               |               |               |               |             |             |             |             | 21       | 1      | 0           | 0          |
| O. Nesset         | 15          | 5           | 0           | 0           |                 |                 |                 |                 |               |               |               |               |             |             |             |             | 15       | 5      | 0           | 0          |
| K. Ødemarksbakken | 17          | 5           | 2           | 0           |                 |                 |                 |                 |               |               |               |               |             |             |             |             | 17       | 5      | 2           | 0          |
| S. Økland         | 21          | 0           | 1           | 0           |                 |                 |                 |                 |               |               |               |               |             |             |             |             | 21       | 0      | 1           | 0          |
| E. Øy             | 16          | 0           | 0           | 0           |                 |                 |                 |                 |               |               |               |               |             |             |             |             | 16       | 0      | 0           | 0          |
| S. Remme Berge    | 24          | 0           | 3           | 0           |                 |                 |                 |                 |               |               |               |               |             |             |             |             | 24       | 0      | 3           | 0          |
| S. Ringstad       | 17          | 2           | 3           | 0           |                 |                 |                 |                 |               |               |               |               |             |             |             |             | 17       | 2      | 3           | 0          |
| E. Rosland        | 2           | 0           | 1           | 0           |                 |                 |                 |                 |               |               |               |               |             |             |             |             | 2        | 0      | 1           | 0          |
| E. Solberg        | 16          | 3           | 1           | 0           |                 |                 |                 |                 |               |               |               |               |             |             |             |             | 16       | 3      | 1           | 0          |
| M. Søreide        | 1           | 0           | 0           | 0           |                 |                 |                 |                 |               |               |               |               |             |             |             |             | 1        | 0      | 0           | 0          |
| S. Stokke         | 1           | 0           | 0           | 0           |                 |                 |                 |                 |               |               |               |               |             |             |             |             | 1        | 0      | 0           | 0          |
| M. Sundli         | 28          | 4           | 7           | 0           |                 |                 |                 |                 |               |               |               |               |             |             |             |             | 28       | 4      | 7           | 0          |
| M. Torp           | 25          | 3           | 0           | 0           |                 |                 |                 |                 |               |               |               |               |             |             |             |             | 25       | 3      | 0           | 0          |
| N. Walstad        | 16          | 1           | 1           | 0           |                 |                 |                 |                 |               |               |               |               |             |             |             |             | 16       | 1      | 1           | 0          |